# Antrocephalus galleriae
Antrocephalus galleriae is een vliesvleugelig insect uit de familie bronswespen (Chalcididae). De wetenschappelijke naam is voor het eerst geldig gepubliceerd in 1955 door Subba Rao.